# The Glitch Mob

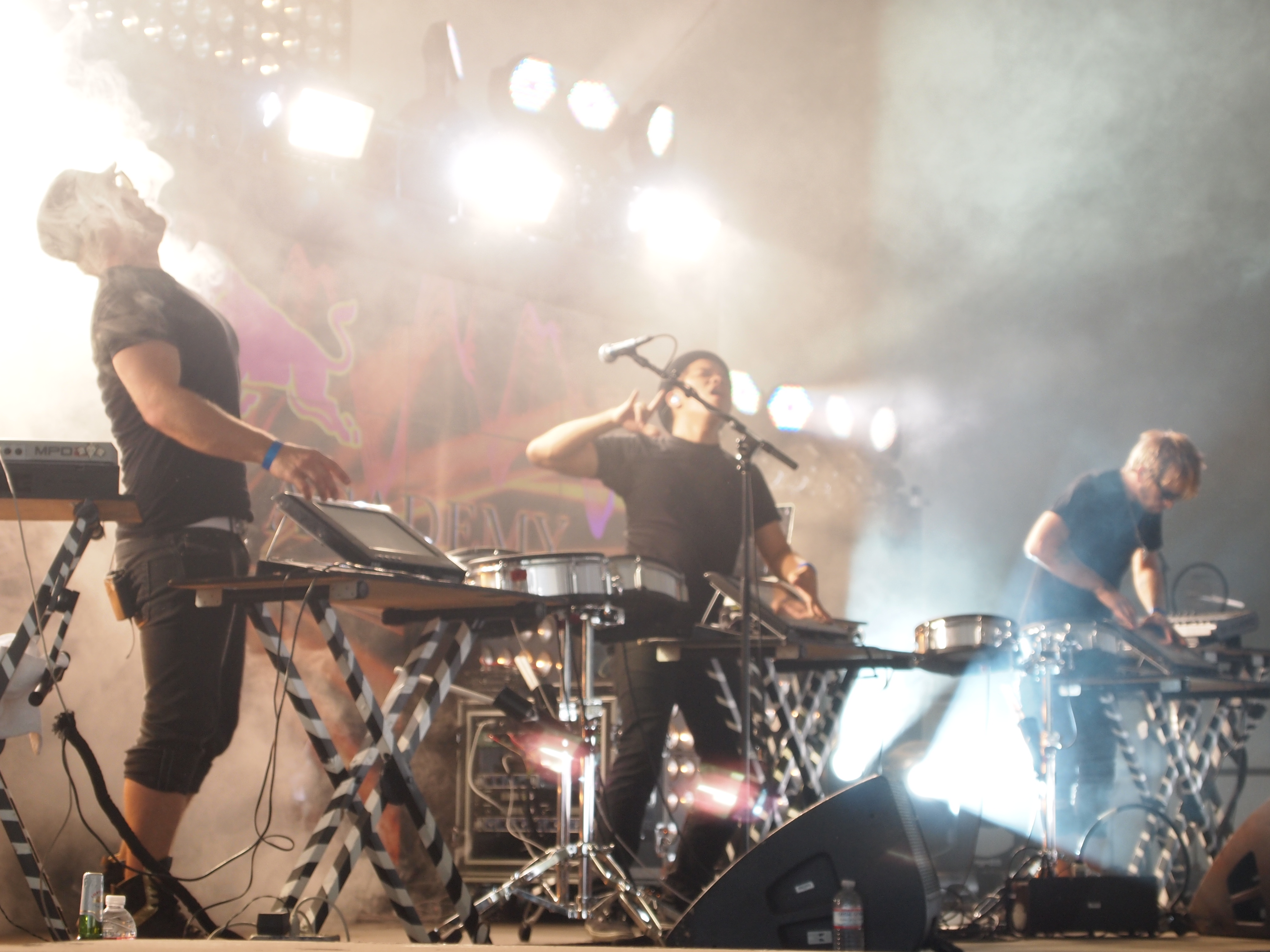
Boreta, ediT, Ooah - Electric Zoo Festival, 2010

The Glitch Mob este un grup alcătuit din 3 membri originari din Los Angeles, format din Ed Ma (edIT), Justin Boreta (Boreta) și Josh Mayer (Ooah). Inițial alcătuită din 5 membri incluzându-i pe Kraddy și Kitty-d, formația a fost înființată în anul 2006. The Glitch Mob și-a făcut un renume datorită faptului ca au ales să cânte live cu ajutorul laptopurilor și a controllerelor MIDI. Kraddy i-a părăsit în anul 2006.

## Discografie

### Albume
- Drink The Sea

### Singles/EPs
- "Drive It Like You Stole It" (Single, 2011)
- "We Can Make the World Stop" (EP, 2011)

### Remixuri Oficiale
- Bassnectar - Heads Up (The Glitch Mob Remix) (13 ianuarie 2012) http://www.theglitchmob.com/updates/2822-bassnectar-remix Arhivat în 16 februarie 2012, la Wayback Machine.
- Daft Punk - "Derezzed|Derezzed (The Glitch Mob Remix)" (April, 2011)
- The White Stripes - "Seven Nation Army (The Glitch Mob Remix)" (via Walt Disney Records (2011))
- Linkin Park - "Waiting for the End|Waiting For The End (The Glitch Mob Remix)" (via Warner Music (October, 2010))
- Krazy Baldhead - "The 4th Movement (The Glitch Mob Remix)" (via Ed Banger Records (2010))
- TV on the Radio - "Red Dress (The Glitch Mob Remix)" (via 4AD (2009))
- Nalepa - "Monday (The Glitch Mob Remix)" (via 1320 Records (2009))
- Evil Nine - "All The Cash (The Glitch Mob Remix)" (via Marine Parade (2008))
- Coheed and Cambria - "Feathers (The Glitch Mob Remix)" (via Sony BMG (2008))
- Sound Tribe Sector 9|STS9 - "Beyond Right Now (The Glitch Mob Remix)" (via 1320 Records (2008))

### Mixtapes
- Crush Mode (2008)
- Local Area Network (2009)
- Drink the Sea Part 2 (2010)
- Drink The Sea The Remixes Vol 1 + 2 (2011)
- More Voltage (2011)

## Drink the Sea
1. Animus Vox
2. Bad Wings
3. How to be Eaten by a Woman
4. A Dream Within a Dream
5. Fistful of Silence
6. Between Two Points feat. Swan
7. We Swarm
8. Drive It Like You Stole It
9. Fortune Days
10. Starve The Ego, Feed The Soul